# BeBox

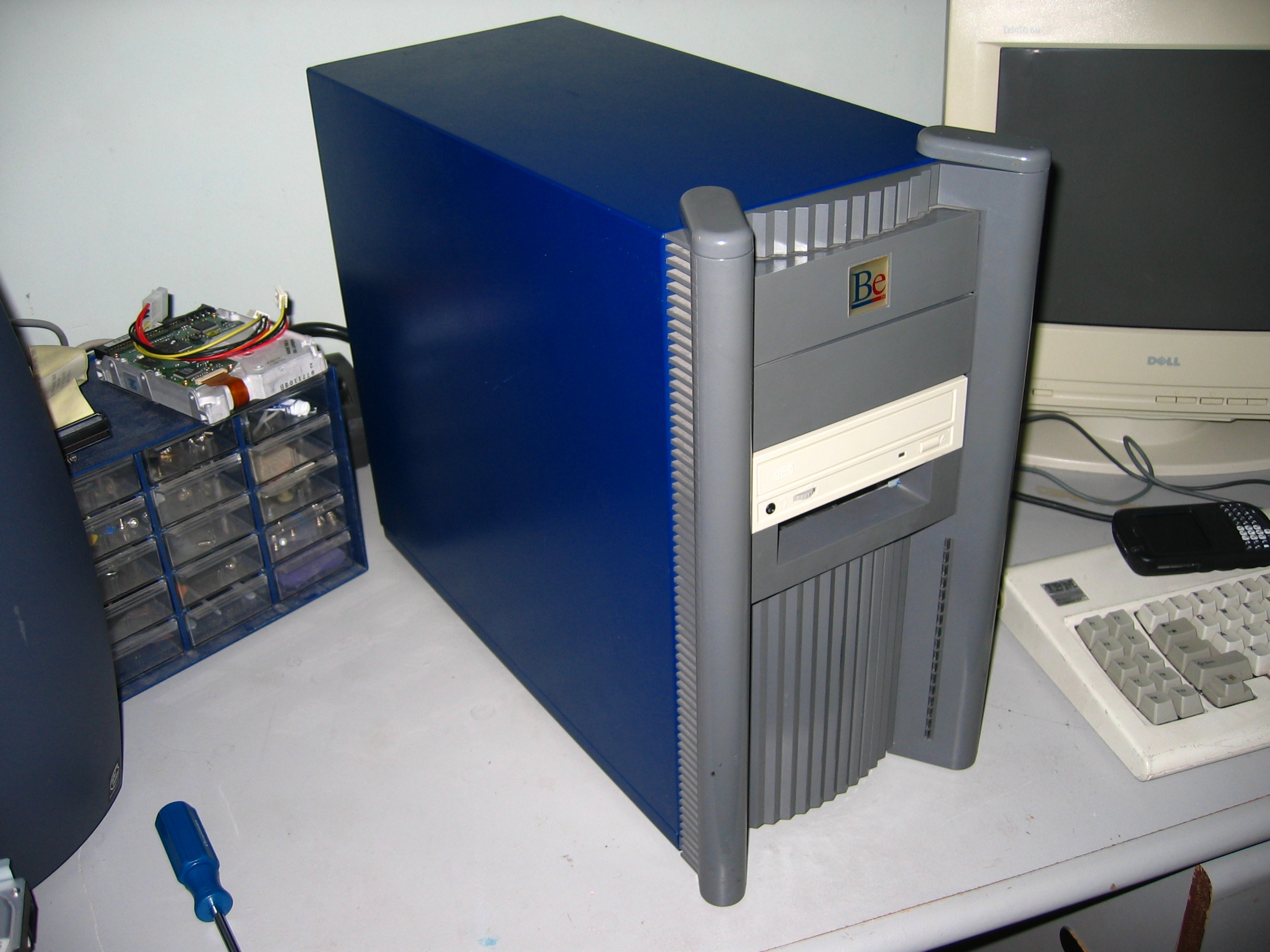
Un BeBox

El BeBox fou un ordinador PC amb dos processadors de Be Inc., especialment dissenyat per a executar-se sobre el seu sistema operatiu, el BeOS.
El BeBox va aparèixer al mercat en Octubre del 1995 (BeBox Dual603-66). L'agost del 1996 va ser actualitzat amb pocessadors de 133 MHz (BeBox Dual603e-133). La producció d'aquests ordinadors va finalitzar a finals del 1996, centrant-se Be Inc des d'aleshores en portar el sistema operatiu BeOS a l'ordinador Macintosh i deixant el negoci del maquinari. Es van vendre al voltant de mil BeBoxes a 66 MHz i vuit-cents BeBoxes a 133 MHz.